# Anthaenantiopsis
Anthaenantiopsis es un género de plantas herbáceas perteneciente a la familia de las poáceas. Es endémica de Sudamérica: Brasil y sur de Sudamérica. Comprende 5 especies descritas y de estas, solo 4 aceptadas.

## Descripción
Es una planta perenne; cespitosa. Con tallos que alcanzan los 50 cm a 1,10 m de altura. Lígula con membrana eciliada. Láminas de hojas convolutadas; de 5–30 cm de largo y 2–4 mm de ancho; la superficie es glabrosa con los márgenes escabrosos. La inflorescencia en forma de racimos. 

## Taxonomía
El género fue descrito por Robert Knud Pilger y publicado en Notizblatt des Botanischen Gartens und Museums zu Berlin-Dahlem 11(104): 237–238. 1931. La especie tipo es: Anthaenantiopsis trachystachya (Nees) Mez ex Pilg. 
Citología
El número cromosómico básico del género es x = 10, con números cromosómicos somáticos de 2n = 20, 40 y 41, ya que hay especies diploides y una serie poliploide.
Etimología
El nombre del género proviene de Anthenantia (otro género de hierbas de la misma familia) y del griego opsis (aspecto), lo que sugiere la similitud entre ellos.

## Especies aceptadas
A continuación se brinda un listado de las especies del género Anthaenantiopsis aceptadas hasta abril de 2014, ordenadas alfabéticamente. Para cada una se indica el nombre binomial seguido del autor, abreviado según las convenciones y usos.
- Anthaenantiopsis fiebrigii Parodi
- Anthaenantiopsis perforata (Nees) Parodi
- Anthaenantiopsis rojasiana Parodi
- Anthaenantiopsis trachystachya (Nees) Mez ex Pilg.